# Carranque (Málaga)
Carranque (132)  es uno de los barrios en los que se divide administrativamente la ciudad de Málaga, España que pertenece al distrito Cruz de Humilladero. Geográficamente se encuentra situado en un terreno llano, dentro de la vega baja del Guadalhorce inclinado en suave pendiente hacia el mar, en el centro-norte de la zona oriental y residencial del distrito. Carranque es uno de los barrios más famosos y conocidos de Málaga, así como también uno de los más grandes en cuanto a superficie y a población del distrito. Se trata de un conjunto residencial construido en los años 1950 que combina viviendas unifamiliares modestas y edificios plurifamiliares de poca altura y que funcionaba como un núcleo aislado de la ciudad, que contaba con mercado, colegio, iglesia y otros edificios de uso público. El conjunto es un ejemplo de la arquitectura de los tiempos de la autarquía, diseñado por Juan Jáuregui y Eduardo Burgos. Según la delimitación oficial de barrios del ayuntamiento, limita al norte con el barrio de Arroyo del Cuarto y Carlos Haya; al este con Haza Cuevas y El Perchel (en la zona de Polígono Alameda) ; al sur con 4 de Diciembre (García Grana), Cruz del Humilladero y Los Palomares; y al oeste con Polígono Carretera de Cártama y Camino de Antequera.
La barriada de Carranque se asienta sobre los terrenos de la antigua Hacienda Carranque, llamada así por el apellido de los dueños de la misma, los cuales eran originarios de Toro, en Zamora; y que era de uso agrícola, cultivándose en ella cereales, almendros, olivares y viñas moscatel. La construcción del barrio actual fue promovida por el obispo Herrera Oria que en 1949 patrocina la creación de la Sociedad Benéfica Sagrado Corazón de Jesús de Málaga que se encargaría de la construcción del proyecto, pero finalmente la RENFE acabó sumándose, construyendo viviendas para sus trabajadores. Carranque originalmente se llamó Barriada de Francisco Franco. La barriada terminó su construcción a principios de los 1960, aunque posteriormente se han construido más bloques de viviendas y edificaciones. El proyecto de Ciudad Carranque fue el proyecto urbanístico más grande de la autarquía en Málaga, con una superficie total de 560 000 m², más de 2000 viviendas y grandes edificios como la Iglesia de San José Obrero.  
Carranque tiene una superficie de casi 0,41 km² y según datos del ayuntamiento de Málaga, cuenta con una población aproximada a los 6050 habitantes. Carranque está comunicado al resto de la ciudad mediante la red de autobuses urbanos de la EMT Málaga y mediante el metro de Málaga con la estación de «Carranque», la cual cuenta con una boca de acceso en los límites administrativos del barrio. 

## Etimología
Carranque toma su nombre, al igual que muchos barrios y barriadas de Málaga, de la hacienda, finca o terrenos sobre la que se asienta. En concreto, Carranque se sitúa en la antigua Hacienda Carranque, que a su vez toma su nombre del apellido de la familia que fue su propietaria, la familia Carranque, originarios de Zamora. 
Originalmente, la barriada se llamó Francisco Franco, sin embargo, prevaleció el nombre histórico de la finca. 

## Historia
Los orígenes de la barriada de Carranque se encuentran en Gerónimo García Carranque, nacido en el municipio de Toro (Zamora) en 1628, y que provenía de una de las familias más influyentes de la localidad. García Carranque después de vivir una temporada en Villa de Fuentesáuco, se mudaría a Málaga donde contrajo matrimonio con Lorenza de Aranda, hija de Melchor y Gerónima de Aranda. Los Carranque y los descendientes de Gerónimo García Carranque y Lorenza de Aranda, fueron propietarios de una finca de gran extensión al oeste de la ciudad de Málaga, que ya en los mapas del siglo XIX aparece denominada como Carranque pero bajo distintas denominaciones tales como Lagar de Carranque, Haza de Carranque, Casa de Carranque, Finca Carranque y Hacienda Carranque. Según el propio ayuntamiento de Málaga, la finca Carranque se encontraba delimitada al norte con la Hacienda Solier y la de Bresca; al este con tierras de sucesores de Manuel Piédrola; al sur con el Camino de Ronda; y al oeste, con la viña de Francisco Vega. Los terrenos de esta finca estaban destinados al cultivo de cereales, almendros, olivares y viñas moscatel.
La construcción de una barriada en los terrenos de la Hacienda Carranque fue promovida por el obispo de Málaga, Ángel Herrera Oria, que en 1949 patrocinó la creación de la Constructora Benéfica Sagrado Corazón de Jesús de Málaga la cual adquirió los terrenos al ayuntamiento de Málaga. Los arquitectos que participaron en el proyecto fueron Enrique Atencia Molina, Juan Jauregui Briale (autor del Hotel Málaga Palacio y el Pez Espada de Torremolinos) y Eduardo Burgos Carrillo. Posteriormente el Instituto Nacional de la Vivienda se haría cargo del proyecto y en 1953 se puso la primera piedra de la futura Ciudad Carranque en la Iglesia de San José Obrero durante una ceremonia a la que asistieron las autoridades civiles y eclesiásticas, incluido el alcalde Pedro Luis Alonso y el obispo Ángel Herrera Oria. Las obras comenzaron en el año 1955 y las obras terminaron a gran escala en 1958, cuando se produce la primera entrega. En total se entregaron 2161 viviendas y 127 locales comerciales, además de la iglesia y otros edificios religiosos, una sede local para el partido único y centros educativos y de ocio. Originalmente, la barriada de Los Palomares, también formaba parte del núcleo de la Ciudad Carranque, si bien esta había sido promovida por RENFE. Y en la actualidad no pertenece al barrio. 
A principios de los años 1960 la RENFE concluye el proyecto entregando con la finalización de la construcción de 312 nuevas viviendas, destinadas a servir de hogar para empleados de la ferroviaria y conocida como "El Fuerte". En los años siguientes se ampliaron los límites del barrio con la construcción de nuevas "urbanizaciones" de viviendas como los Bloques de la Cofradía de la Expiración y Virgen de los Dolores, en 1967; y la Barriada Don José de Salamanca en 1967 etc. Las edificaciones de uso público y de servicios también se vieron ampliados posteriormente como los colegios o el Hogar del Jubilado. En 1973, la Feria de Málaga se traslada de su ubicación anterior en el Polígono Alameda a unos terrenos sin edificar entre Carranque y el Arroyo del Cuarto. La misma portada de la Feria se colocaba en una de las calles de la barriada, entre las características viviendas unifamiliares. En 1976 se funda la Peña Carranque y en 1979 se inaugura el Instituto Politécnico de Carranque. En 1987 comienzan las obras para adecuar la avenida de Andalucía a su paso por la barriada de Carranque. En 1996 se celebra en la Ciudad Deportiva de Carranque, el Campeonato de España de Atletismo. Ese mismo año y por motivos de seguridad ciudadana se derriban los Depósitos de Agua de Carranque. Durante la pandemia de COVID-19 se levantó en el barrio el Hospital Auxiliar de Carranque, destinado a los enfermos contagiados.

## Ubicación geográfica
Carranque se encuentra situado en un terreno llano, dentro de la vega baja del Guadalhorce inclinado en suave pendiente hacia el mar. Originalmente, geográficamente Carranque estaba marcado por los cauces del Arroyo del Muerto y el Arroyo del Cuarto, los cuales desaparecieron cuando se entubaron. Ocupa una buena parte del centro-norte de la zona oriental y residencial del distrito de Cruz de Humilladero. Carranque limita además al norte por el distrito de Bailén-Miraflores. Delimita con los barrios de Arroyo del Cuarto, Carlos Haya, Polígono Alameda, 4 de diciembre (García Grana), Los Palomares, Polígono Carretera de Cártama y Camino de Antequera.
| Noroeste: Carlos Haya                                     | Norte: Arroyo del Cuarto, Carlos Haya,                    | Nordeste: Carlos Haya y Arroyo del Cuarto  |
| Oeste: Camino de Antequera, Polígono Carretera de Cártama |                                                           | Este: Polígono Alameda y Arroyo del Cuarto |
| Suroeste: Polígono Carretera de Cártama                   | Sur: Los Palomares, 4 de diciembre y Cruz del Humilladero | Sureste: Cruz del Humilladero              |

### Límites
Carranque está delimitado al norte por la avenida Carlos Haya y la calle Pedro Luis Gálvez; al este por calle Gustavo García Herrera, calle Pedro Gómez Chax y calle Eduardo Carvajal; al sur por la avenida de la Aurora y calle Virgen de la Fuensanta; y al oeste por la avenidas Juan XXIII, Virgen de la Cabeza y Santa Rosa de Lima. 

## Demografía
El barrio contaba en 2020 con una población total de 6050 habitantes.

## Urbanismo
Concebido como parte del ensanche oeste de la ciudad y al mismo tiempo como una unidad autosuficiente, el conjunto presenta en los bordes las viviendas plurifamiliares formando las fachadas exteriores del mismo, y en el interior acoge a las viviendas unifamiliares de menor altura. La plaza de Pío XII, de planta rectangular, es el centro del conjunto. Los edificios que la encierran presentan soportales adintelados y arcos ciegos de aspecto clásico en el nivel bajo y balcones de inspiración popular en los pisos superiores. En la plaza se ubica la Iglesia de San José Obrero, proyecto del arquitecto Fernando Guerrero-Strachan Rosado y el tercer mayor templo de la ciudad, solo menor que la catedral y la mezquita.
La Avenida de Andalucía es la arteria principal del barrio, que lo atraviesa en sentido este-oeste, al igual que la calle Herrera Oria, que transcurre paralela a la anterior. Los mayores ejes norte-sur son las calles Virgen de la Cabeza y Virgen de la Esperanza. Todas las calles del barrio tienen nombres de vírgenes, por decisión de las autoridades de la época. 
En lo referente a equipamientos, el barrio dispone de la Ciudad Deportiva de Carranque. También alberga la junta municipal del distrito, ubicada en uno de los pabellones del antiguo matadero municipal.

## Sectores
Carranque se divide en distintos sectores, sub-barrios o urbanizaciones que fueron construidos posteriormente a la barriada original:

### El Fuerte

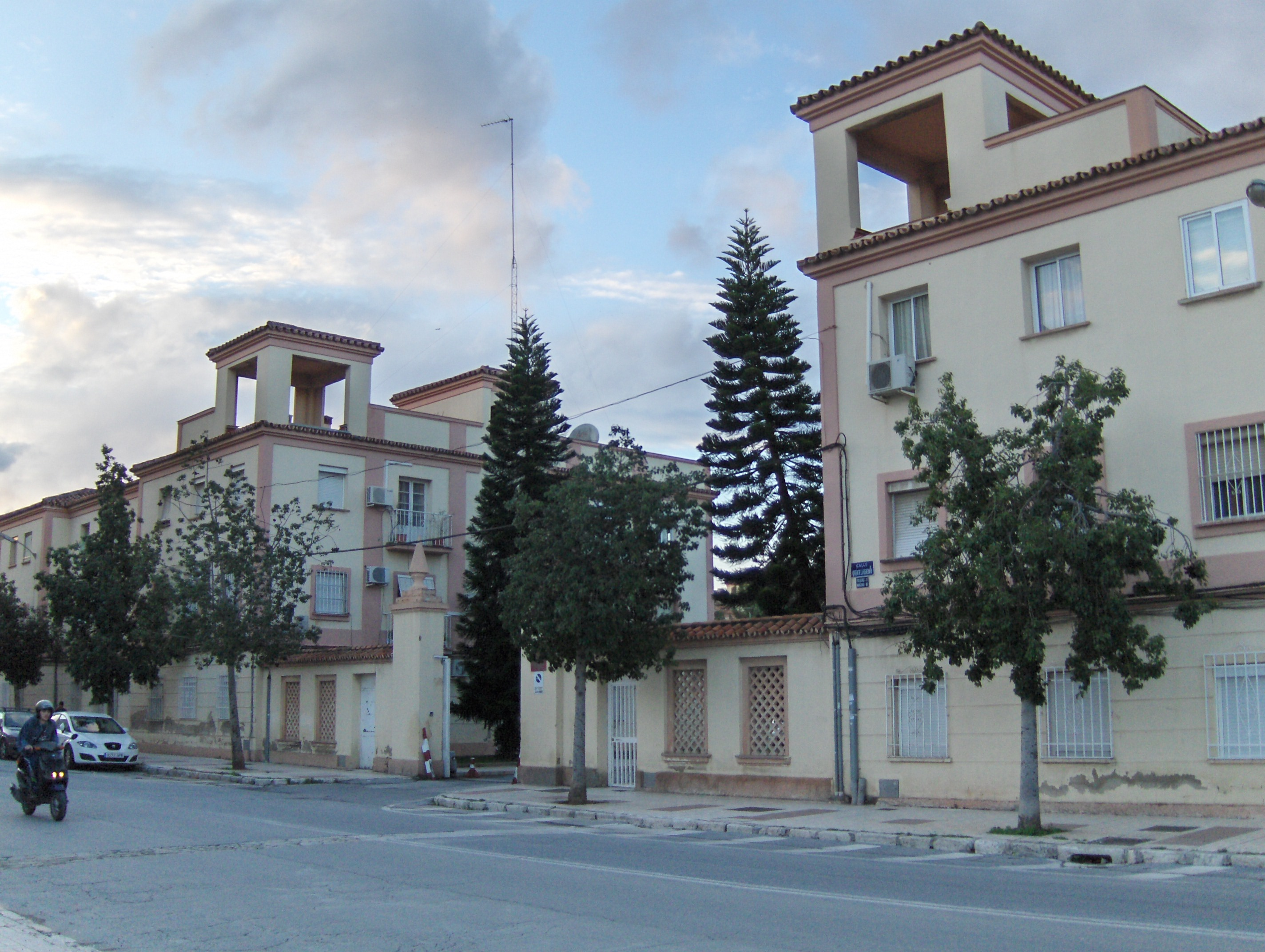
Vista de la entrada de El Fuerte desde calle Virgen de la Fuensanta.

El Fuerte se sitúa en el sur del barrio y se compone de una única manzana, delimitada por las calles Virgen de la Fuensanta, al sur; la Avenida de Andalucía, al norte; calle Virgen de la Esperanza al oeste; y calle Virgen de la Estrella al este. El Fuerte fue construido por la ferroviaria RENFE con el destino de alojar a sus trabajadores en Carranque. La construcción terminó en el año 1959. El nombre de El Fuerte se da debido al aspecto que presentan sus dos entradas por calle Virgen de la Fuensanta y avenida de Andalucía, se asemejan a un fortín cerrado, con un patio interior.
El Fuerte se compone de unas trescientas viviendas que forman un patio interior que sirve como plaza o zona verde, donde se encuentran varias pistas e instalaciones deportivas. 

### Bda. José de Salamanca
La Barriada Don José de Salamanca, también conocido popularmente como San José de Salamanca, se inauguró el día 3 de abril de 1967 y se compone de varios bloques de viviendas de la misma estética limitados por las calle Virgen de la Estrella, al oeste; Avenida de la Aurora, al sur; calle Eduardo Carvajal, al este; y la Avenida de Andalucía, al norte. La Barriada de Don José de Salamanca fue promovida y auspiciada por el Patronato Don José de Salamanca, el cual estaba constituido principalmente por la Dirección General de RENFE y por los mismos particulares interesados en la compra de lo mismo.

## Callejero

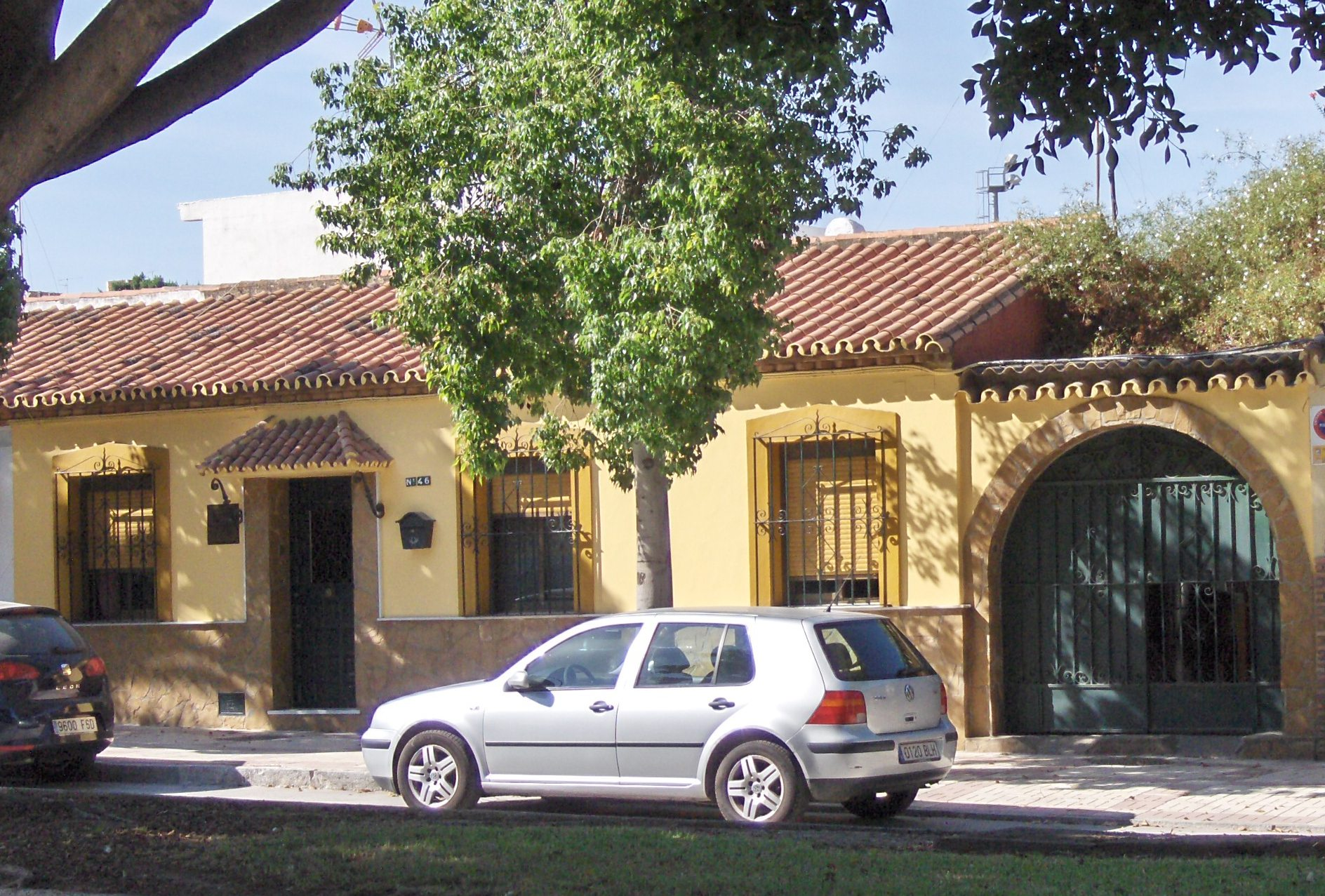
Típica casa de Carranque en Herrera Oria

Carranque, como muchos barrios y barriadas de Málaga cuenta con una temática en el nombre de sus calles, el cual en su caso, es el de advocaciones marianas o vírgenes. La mayoría, como Virgen de la Paloma, Virgen de la Estrella, Virgen de la Esperanza, Virgen del Rocío, Virgen de la Caridad, Virgen de la Soledad, Virgen de los Dolores, Virgen del Amparo etc., son nombres de vírgenes de la Semana Santa de Málaga, mientras que otras como Virgen de la Cabeza o Virgen de la Fuensanta, son devociones de fuera. Las principales vías de Carranque son la avenida de Andalucía y la avenida Obispo Ángel Herrera Oria, ambas avenidas soportan un gran tráfico prácticamente durante todo el día ya que la avenid de Andalucía sirve como distribuidor del tráfico de todo el centro de Málaga hacia las rondas de circunvalación de la ciudad y la A-357; mientras que la avenida Herrera Oria es la única vía que conecta la "almendra central" de Málaga con Teatinos sin salir a la autovía. Otras calles importantes dentro del propio barrio son la calle Virgen de la Paloma, calle Virgen del Rocío y calle Virgen de la Esperanza, esta última articula el barrio de norte a sur. Las calles, avenidas y demás vías urbanas del barrio son: 

- Avenida de Andalucía
- Calle Argenta
- Avenida Carlos Haya
- Pasaje Damasquina
- Calle Eduardo Carvajal
- Calle Francisco Giner de los Ríos
- Calle Gustavo García Herrera
- Calle José Fernández del Villar
- Avenida Juan XXIII
- Calle Lorenzo Cendra Busca
- Calle Maestría Industrial
- Calle Miguel Moreno Masson
- Avenida Obispo Ángel Herrera Oria
- Calle Pedro Luis Gálvez
- Plaza Pio XII
- Calle Plaza del Fuerte
- Calle Politécnico
- Avenida Santa Rosa de Lima
- Calle Virgen del Amor
- Calle Virgen del Amparo
- Calle Virgen de Begoña
- Calle Virgen Bien Aparecida
- Calle Virgen del Buen Consejo
- Calle Virgen de la Cabeza
- Calle Virgen de la Candelaria
- Calle Virgen de la Caridad
- Calle Virgen de la Consolación
- Calle Virgen de Covadonga
- Calle Virgen de los Dolores
- Calle Virgen de la Estrella
- Calle Virgen de la Esperanza
- Calle Virgen de las Flores
- Calle Virgen de la Fuensanta
- Calle Virgen del Gran Poder
- Calle Virgen Inmaculada
- Calle Virgen de las Lágrimas
- Calle Virgen de las Nieves
- Calle Virgen del Rocío
- Calle Virgen de los Remedios
- Calle Virgen del Rosario
- Calle Virgen del Sagrario
- Calle Virgen de la Salud
- Calle Virgen de la Servita
- Calle Virgen de la Soledad
- Calle Virgen de la Palma
- Calle Virgen de la Paloma
- Calle Virgen de la Paz
- Calle Virgen del Perdón
- Calle Virgen del Perpetuo Socorro
- Calle Virgen de la Piedad

El eje temático del callejero de Carranque es el de advocaciones marianas, la mayoría de ellas relacionadas con la Semana Santa de Málaga
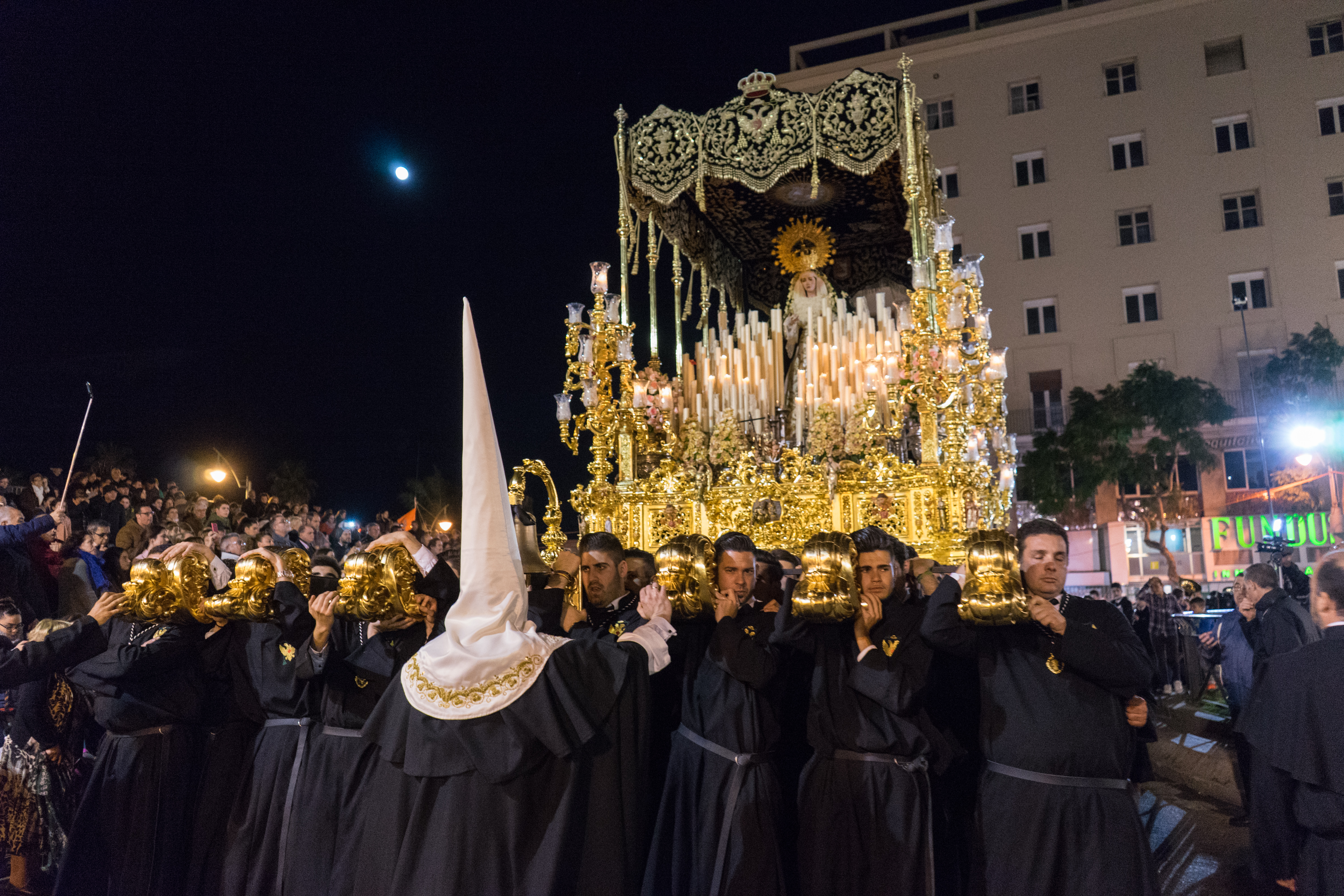
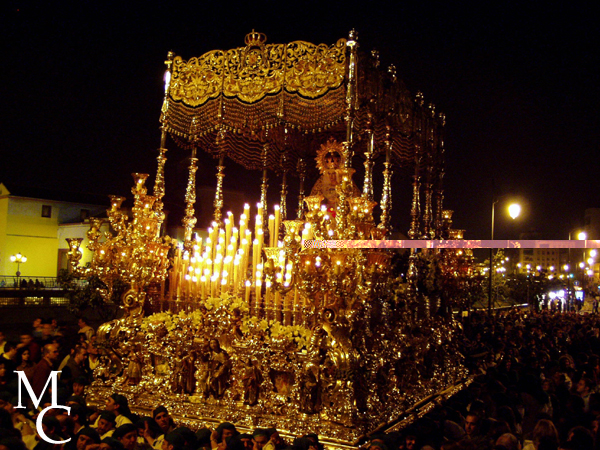
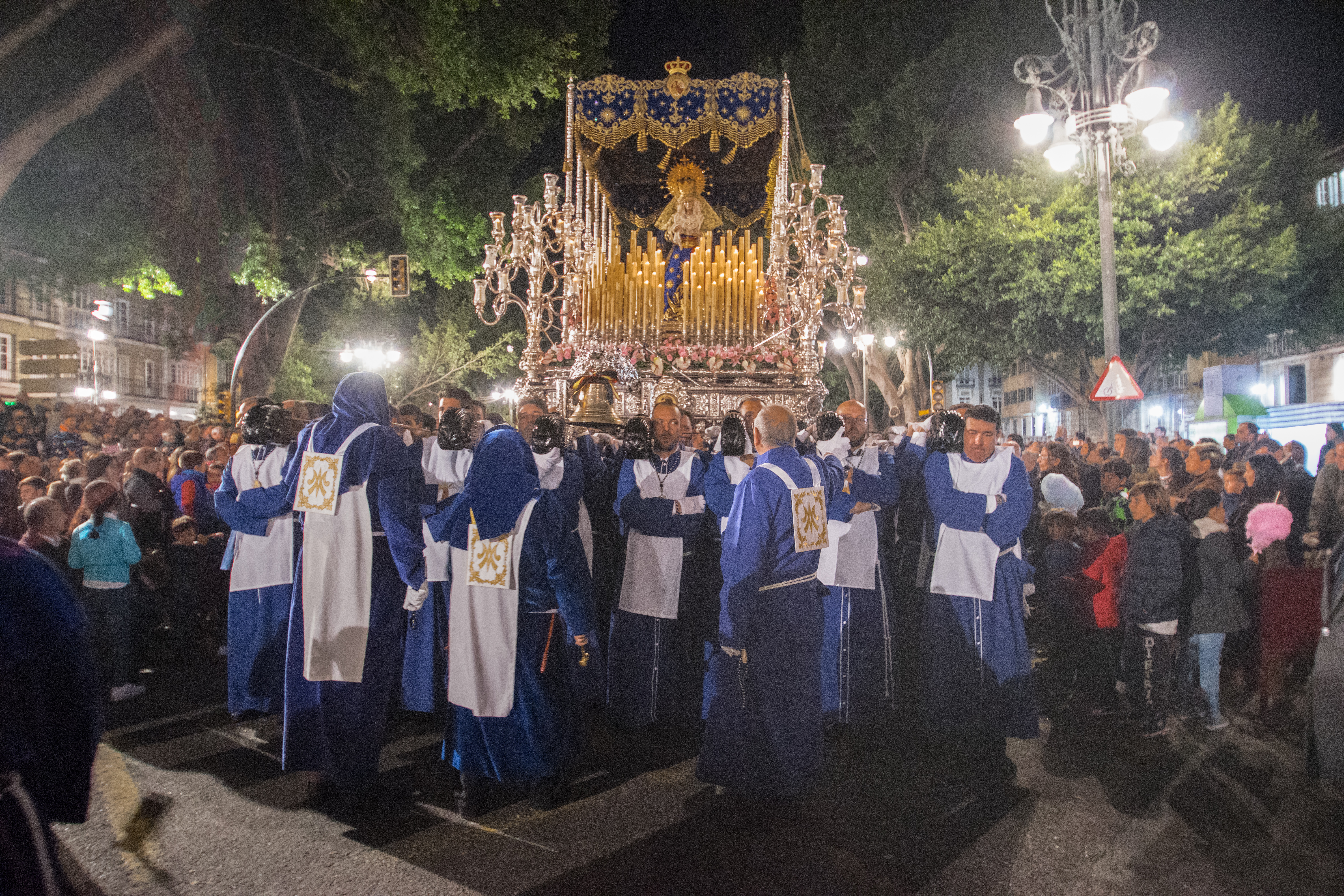
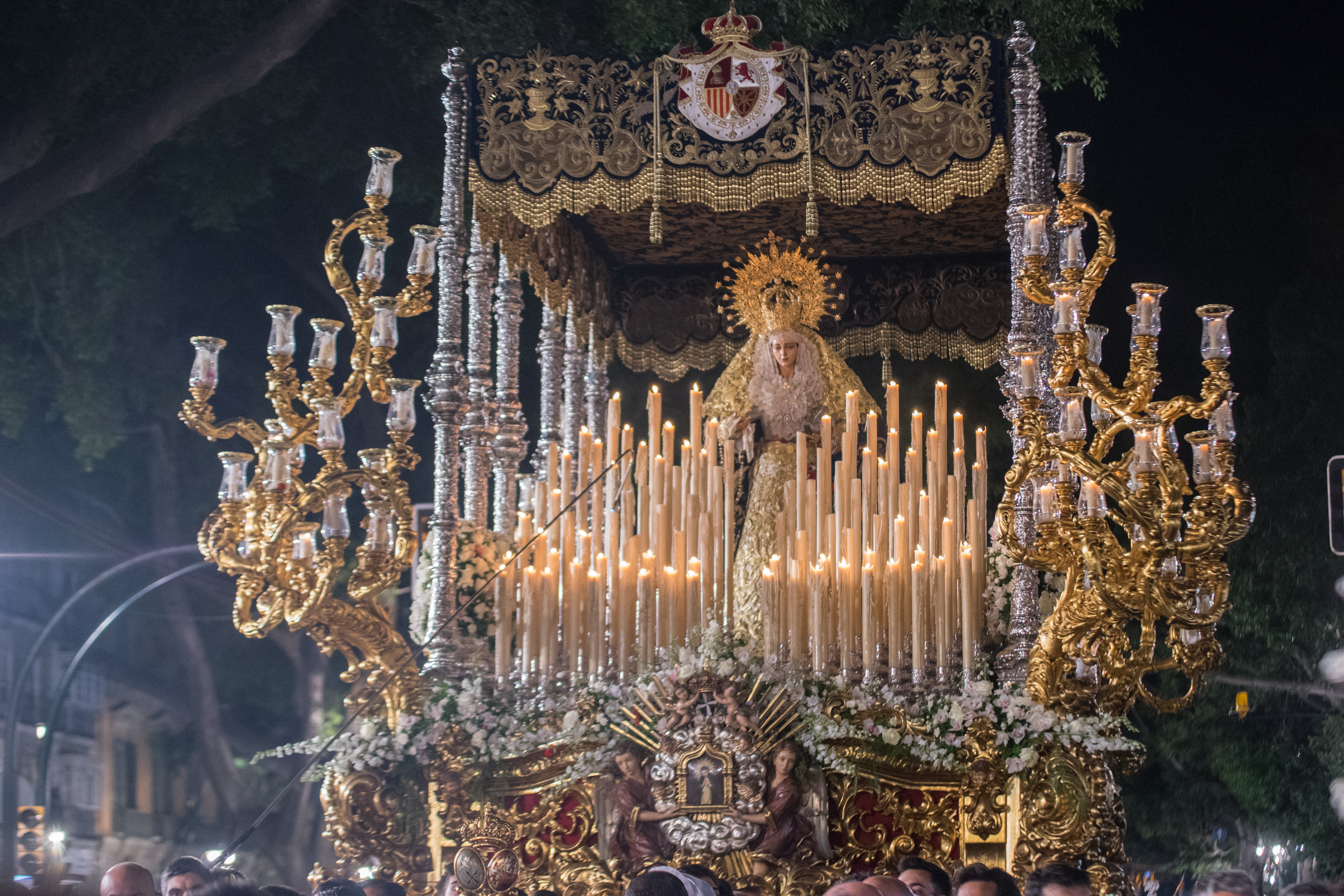
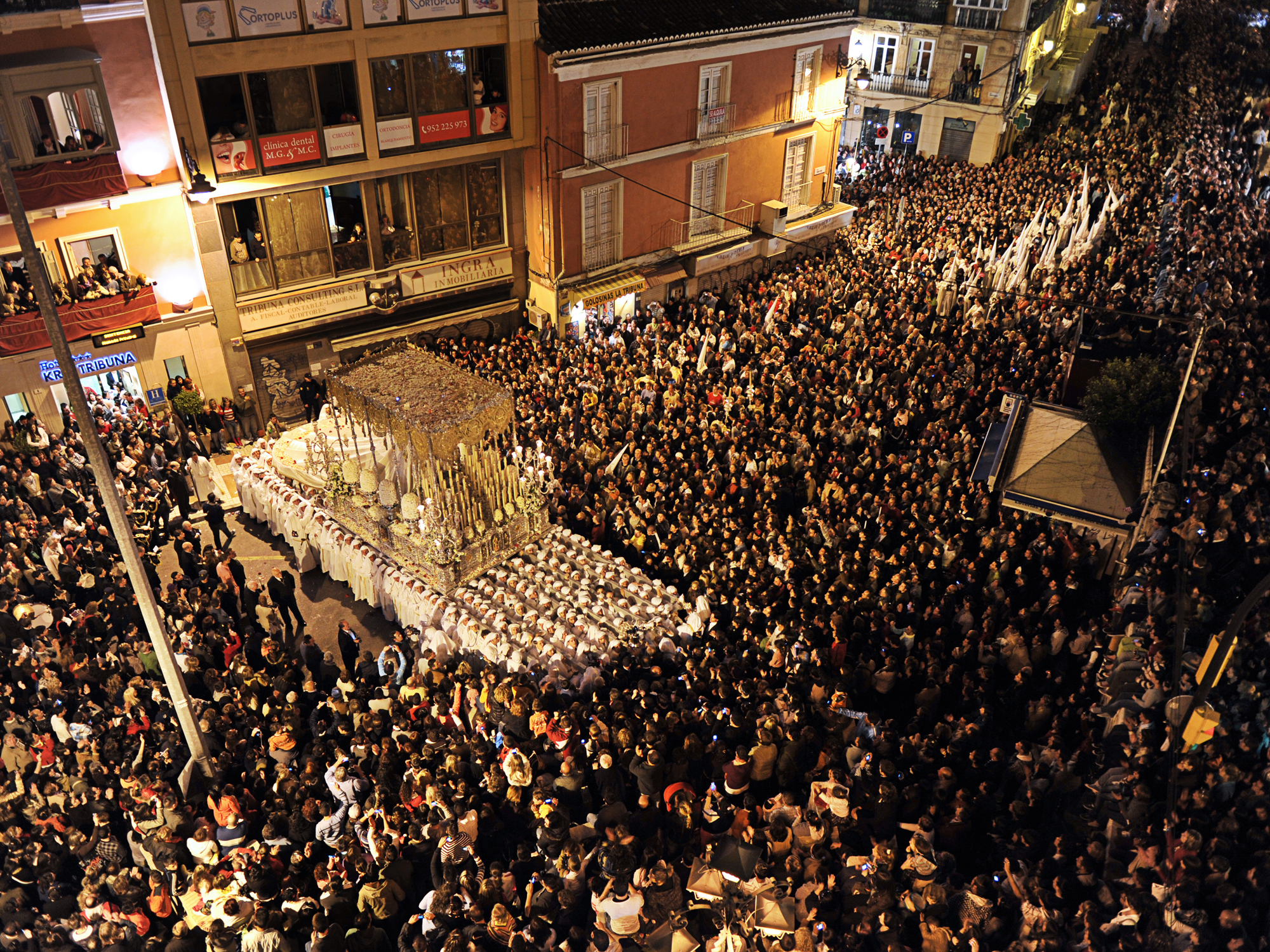
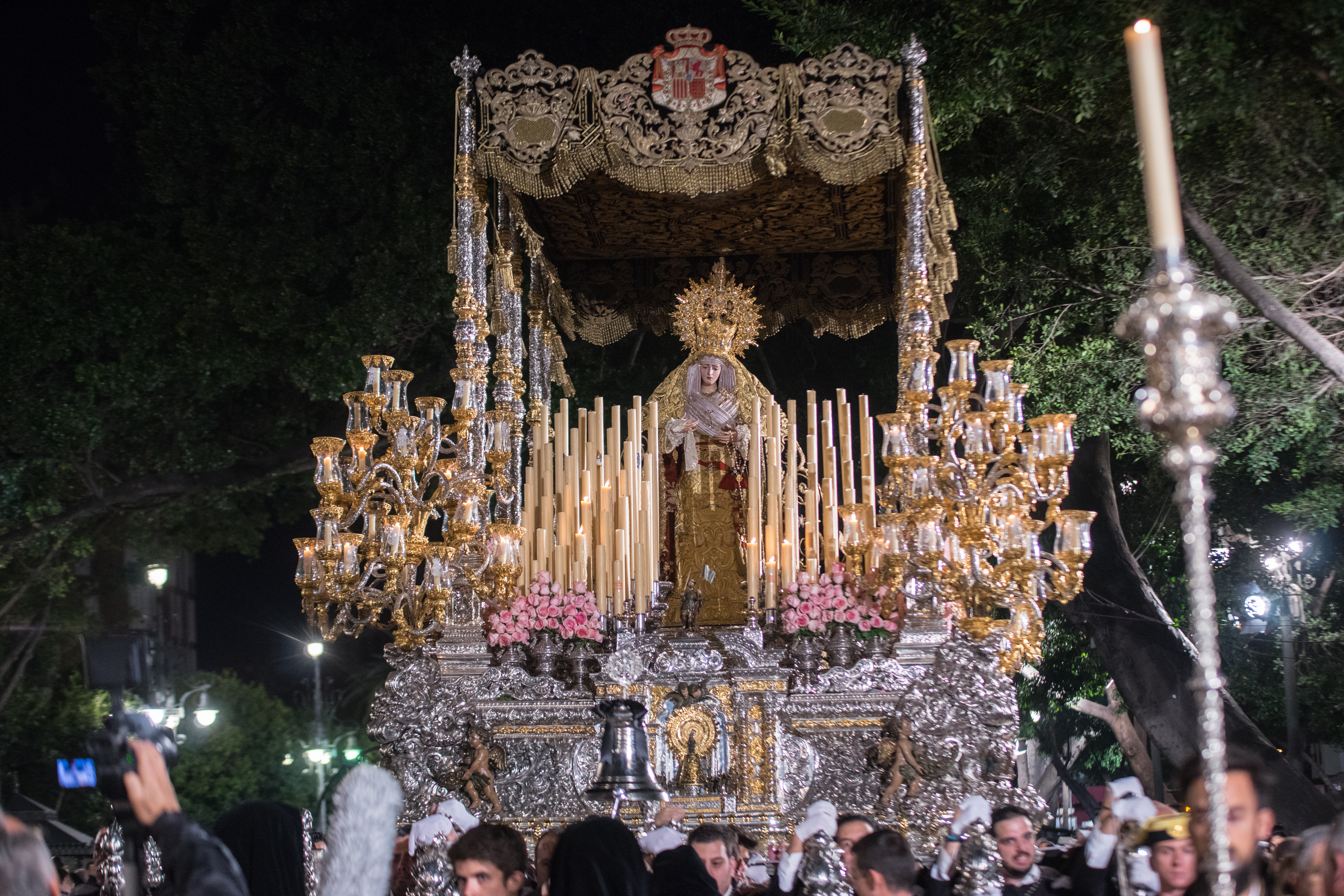

## Lugares de interés

### Parroquia de S. José Obrero
La Parroquia de San José Obrero es un templo cristiano situado en la Plaza de Pío XII. Cuenta con una altura de 40 metros, siendo en su día el templo más alto de Málaga solo por detrás de la Catedral. Sin embargo recientemente ha sido superado por la Mezquita.  El autor del complejo del Núcleo Parroquial se atribuye a Enrique Atencia Molina y a Fernando Guerrero Strachan Rosado. 

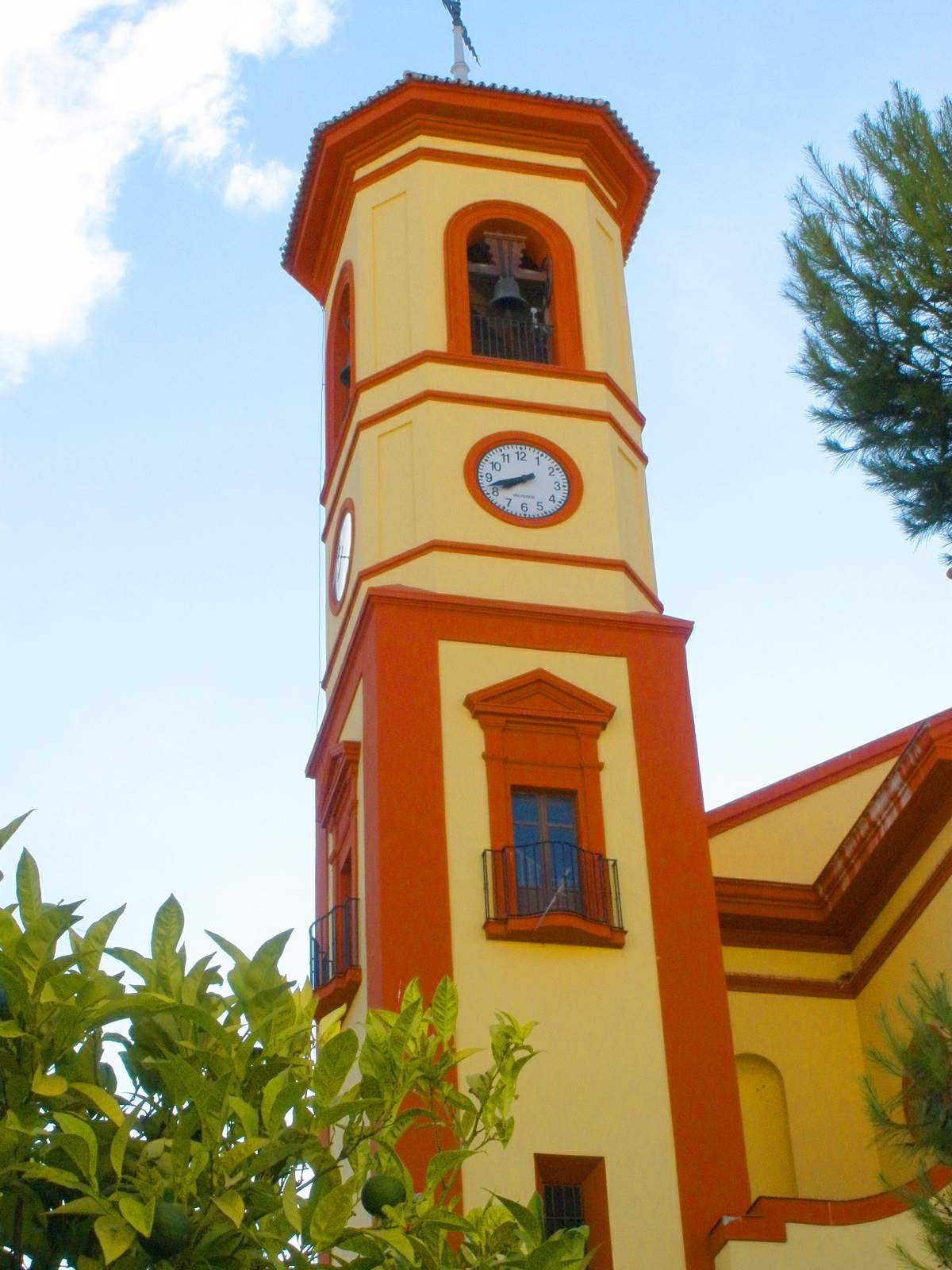
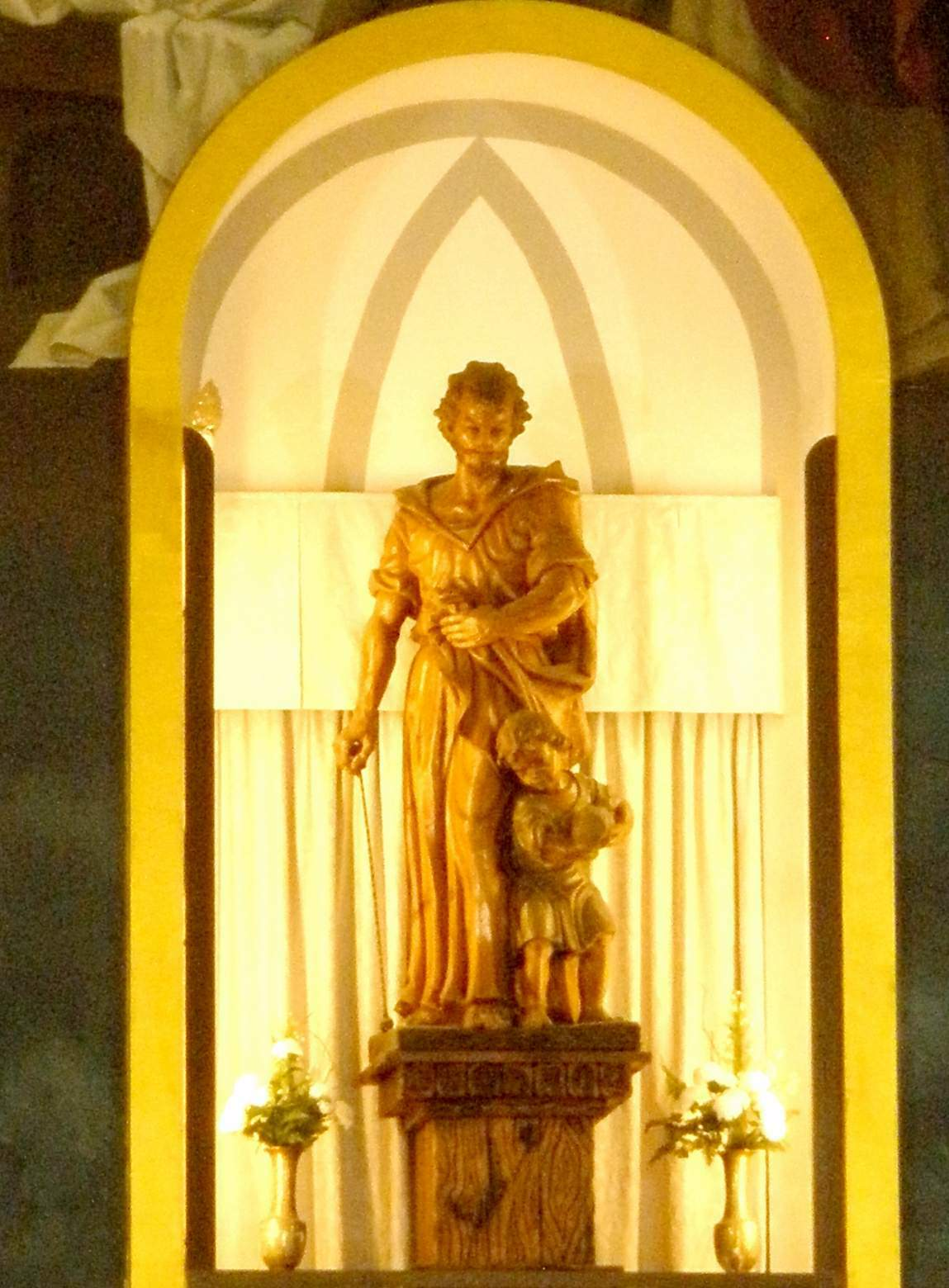
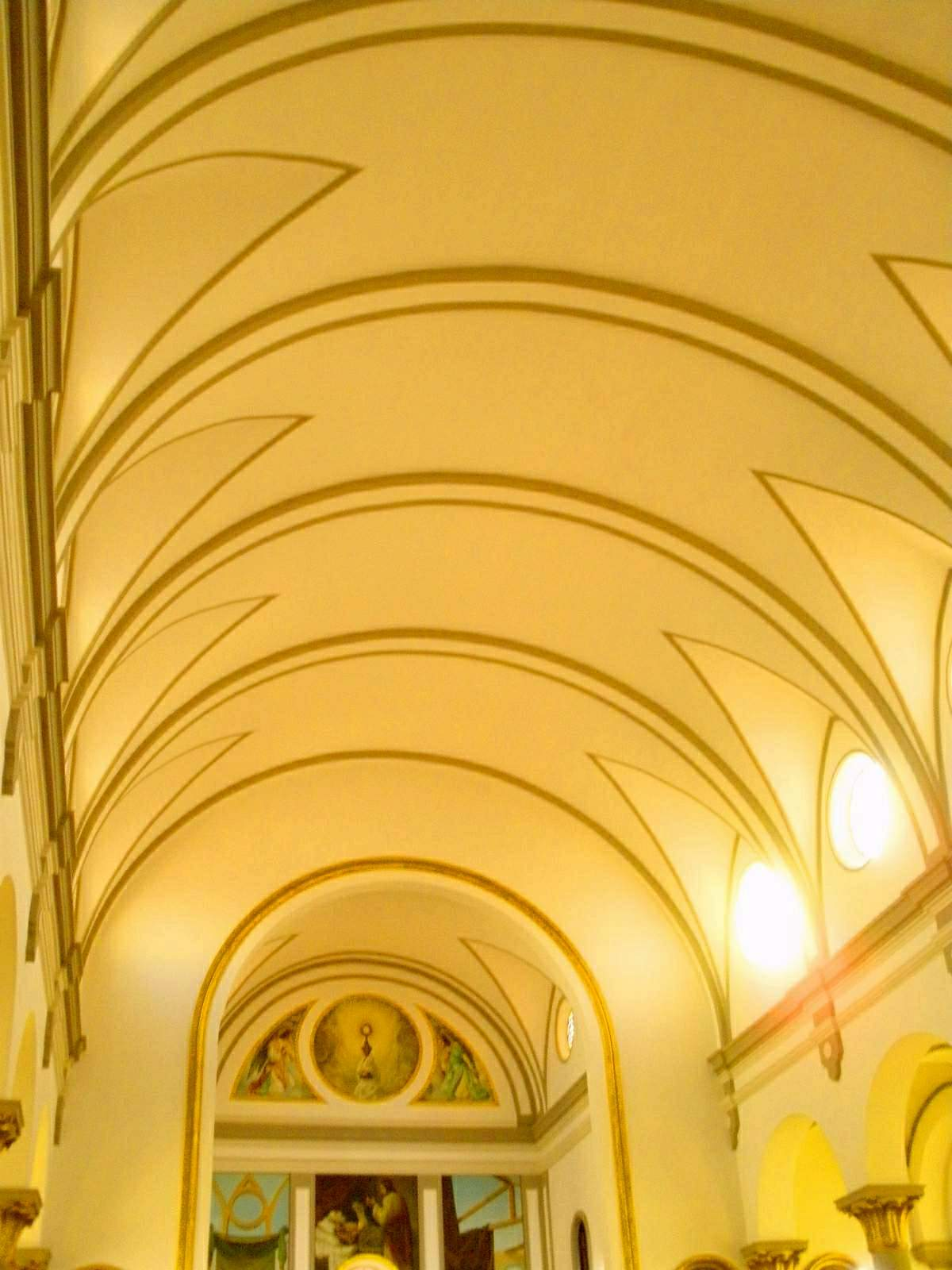
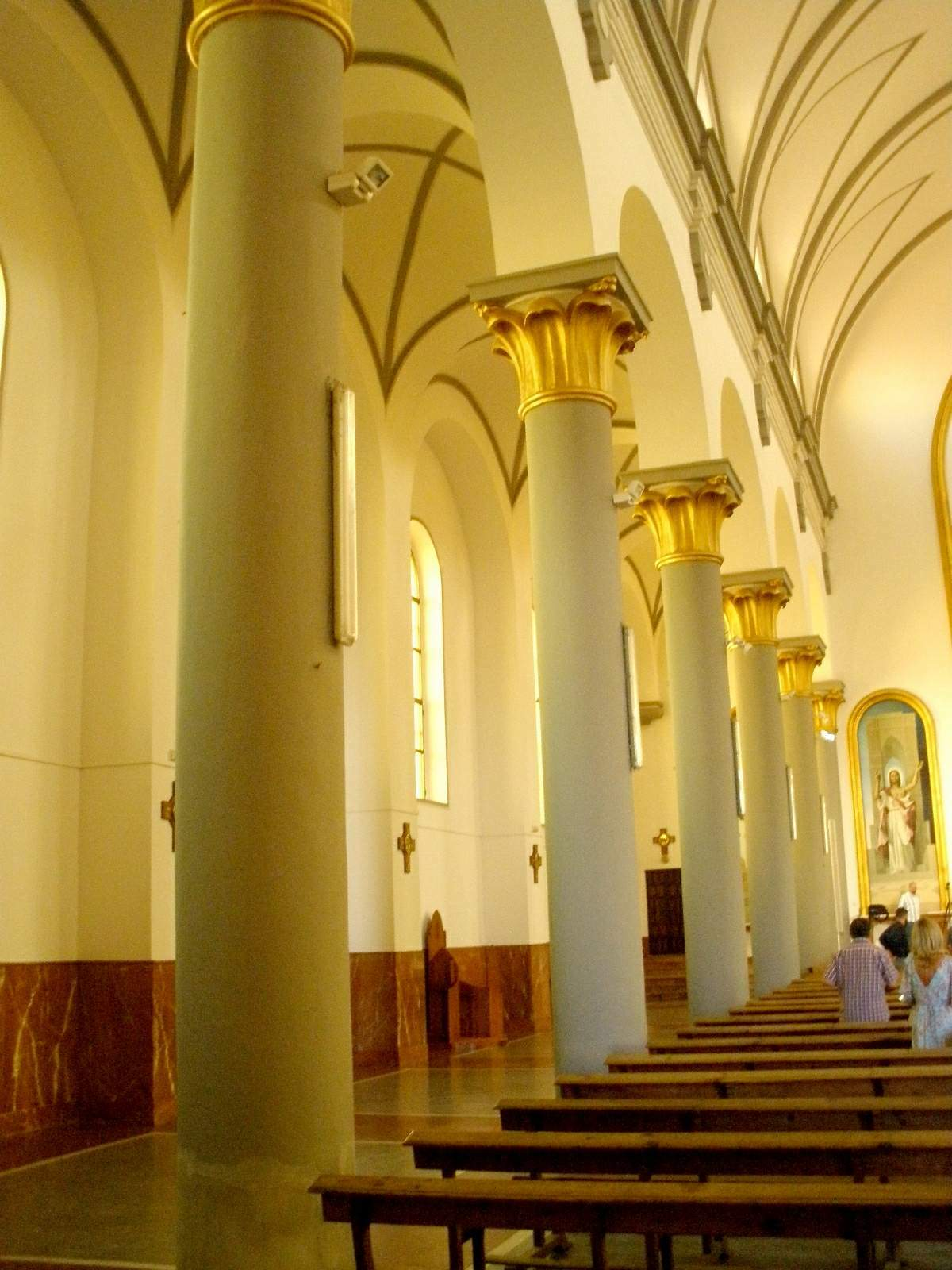
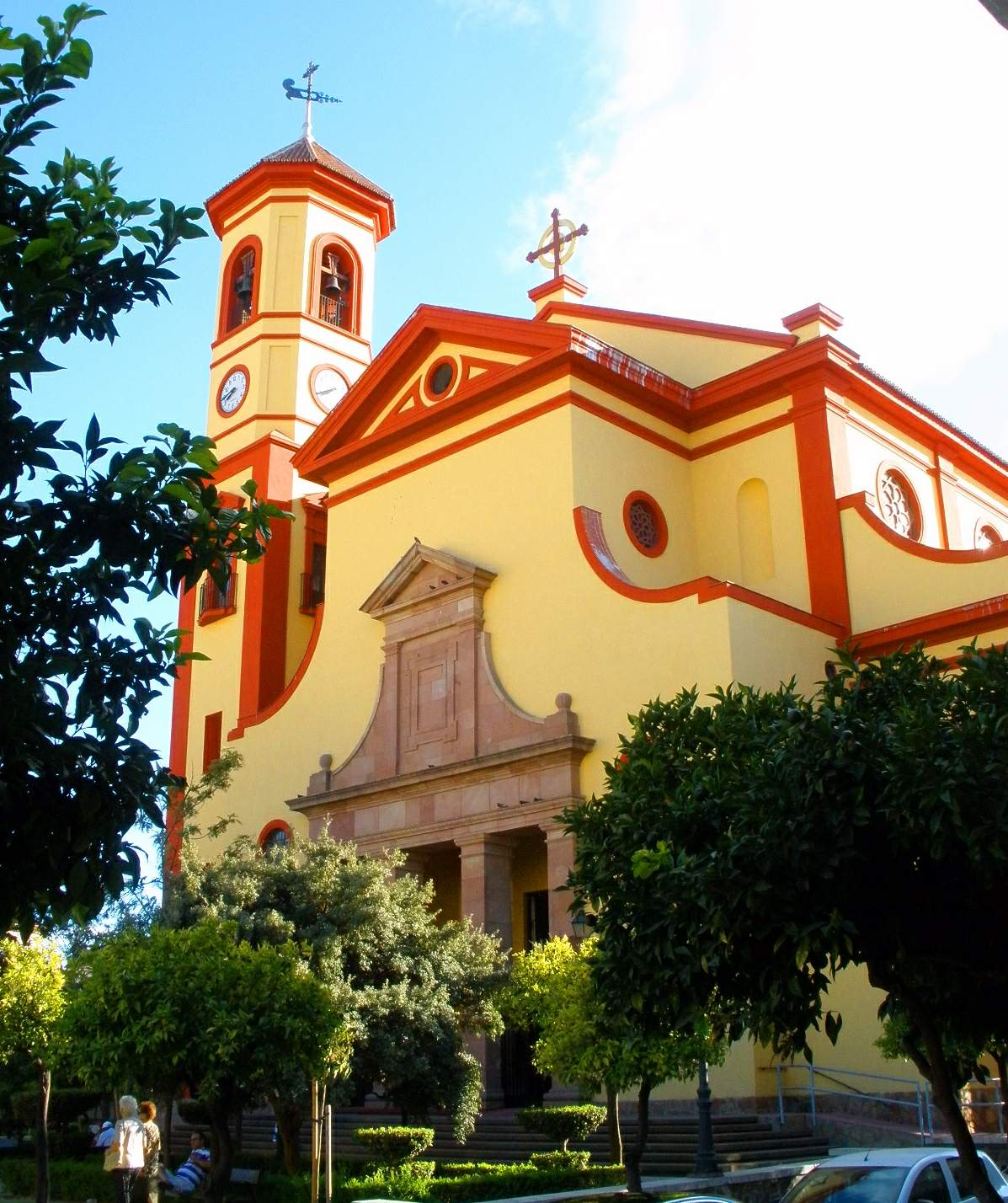

### Ciudad Deportiva
La Ciudad Deportiva de Carranque, renombrada como Ciudad Deportiva Javier Imbroda, es unos de los complejos deportivos más conocidos de toda Málaga. Fue inaugurada en los años 60 y en sus orígenes fue la primera gran instalación deportiva de la ciudad. En años posteriores ha sufrido varias remodelaciones y ampliaciones en sus instalaciones. En 1996 se disputó en el recinto de Carranque el Campeonato de España de Atletismo, y en 1992 el Campeonato de España de atletismo en categoría Júnior. El equipo de baloncesto Clínicas Rincón de la liga LEB Oro celebra sus encuentros en uno de los pabellones cubiertos de Carranque. El equipo de balonmano femenino Club Balonmano Femenino Málaga Costa del Sol de la División de Honor celebra sus encuentros en uno de los pabellones cubiertos. Pasó a llamarse "Ciudad Deportiva Javier Imbroda" en abril de 2022 tras el fallecimiento del consejero de educación de la Junta de Andalucía, Javier Imbroda.

### Cine de Carranque
El Cine Carranque fue inaugurado el 15 de diciembre de 1959 con la reproducción de las películas Calabuch y Retaguardia. El cine tenía una capacidad para 568 personas en una única sala y estaba situada en la plaza de Pío XII. El cine echó el cierre definitivo en 1981 y estuvo abandonado muchos años hasta su restauración para albergar el Centro de Ensayo de la Orquesta Filarmónica de Málaga. El edificio del antiguo Cine Carranque sigue el estilo arquitectónico empleado en otros lugares del barrio.

## Infraestructura

### Centros educativos
Educación primaria:
- CEIP  "Rafael Dávila Diáz"
- CEIP "Ciudad de Popayán"
- CEIP "Domingo Lozano"

Enseñanza secundaria: 
- IES "Politécnico Jesús Marín"
- IES "Santa Rosa de Lima"
- Colegio "San José"

Formación Profesional: 
- Escuela de FP "Santa María de los Ángeles"
- Colegio "San José"

### Centros de salud
- Centro de Salud "Carranque"

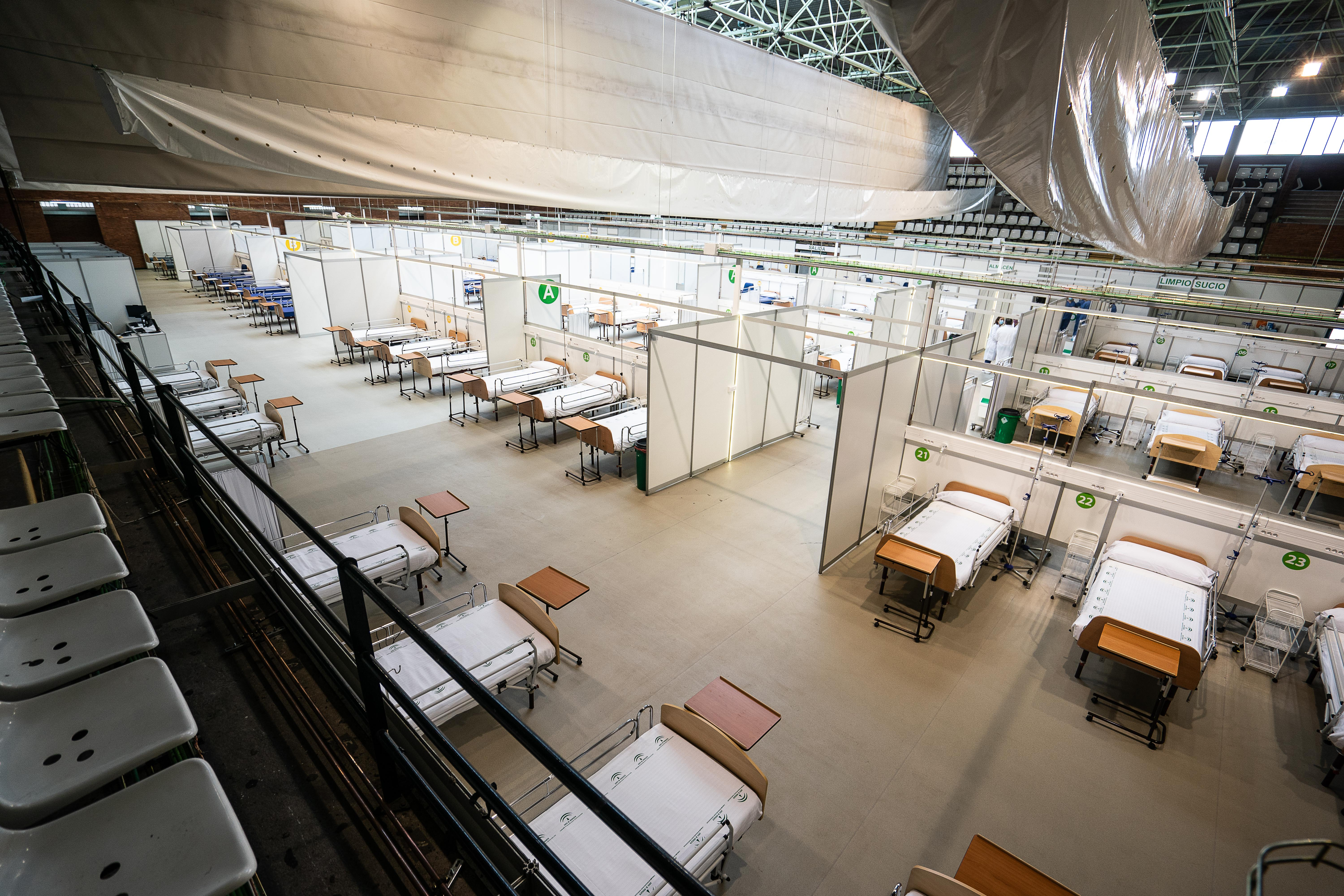
Vista del Hospital Auxiliar de Carranque durante la pandemia de COVID-19.

- Centro de Salud Mental "Carranque"

El Centro de Salud que da servicio al barrio es el Centro de Salud "Carranque", llamado igual que el barrio y situado entre este y el Polígono Alameda. Además durante los días más duros de la pandemia de COVID-19 se instaló en Carranque el llamado "Hospital Auxiliar de Carranque", que se convirtió en un símbolo de la lucha contra el coronavirus en Málaga. Históricamente existía en Carranque una antigua Casa de Socorro que en la actualidad es el Centro de Salud Mental. 

## Transporte

### Autobús urbano
Carranque cuenta con una estación de la línea 2 del metro de Málaga, llamada estación de Carranque. En autobús queda conectado mediante las siguientes líneas de la EMT:
| Línea | Trayecto | Recorrido | Frecuencia                                 |
| ----- | --- | --------- | ------------------------------------------ |
| 11    | Universidad -Alameda Principal - El Palo (P. Virginia) \|\|Recorrido\|\|10 minutos (15-17 en época no lectiva) |           |                                            |
| 14    | Paseo de la Farola - Teatinos                                                                                  | Recorrido | 11 minutos                                 |
| 15    | La Virreina - Santa Paula                                                                                      | Recorrido | 11-12 minutos                              |
| 25    | Paseo del Parque - Santa Rosalía (Campanillas)                                                                 | Recorrido | 13-17 minutos                              |
| 31    | Paseo del Parque - Palacio de Deportes                                                                         | Recorrido | 18-25 minutos                              |
| C1    | Circular 1 |           | 10-20 minutos                              |
| C2    | Circular 2 |           | 10-20 minutos                              |
| N2    | Plaza de la Marina - Circular                                                                                  | Recorrido | 50-55 minutos                              |
| N4    | Paseo del Parque - Puerto de la Torre                                                                          | Recorrido | 23.30, 1.00 (Pso Parque) 0.15 (Pto. Torre) |

### Metro de Málaga
En metro queda conectado mediante la estación de Carranque de Metro Málaga:
| Línea | Cabeceras      | Cabeceras  | Plano |
| ----- | -------------- | ---------- | ----- |
|       | Andalucía Tech | Atarazanas | Plano |